# Sverdlovsk oblast
Sverdlovsk oblast (ryska: Свердловская область) är ett ryskt län (oblast) som ligger vid Ural. Ytan är 194 800 km² och invånarantalet är cirka 4,4 miljoner. Jekaterinburg (tidigare Sverdlovsk) är det administrativa centrumet. Andra stora städer är Nizjnij Tagil, Kamensk-Uralskij, Pervouralsk och Serov.
Regionhuvudstaden Jekaterinburg hette åren 1924−1990 Sverdlovsk, uppkallad efter bolsjeviken Jakov Sverdlov, som dog 1919. Sverdlovsk oblast upprättades den 17 januari 1934. Rysslands tidigare president Boris Jeltsin föddes 1931 i en by som tillhör länet.
Guvernör i Sverdlovsk har varit Eduard Rossel (1995−2009), Aleksandr Misjarin (2009−2012) och sedan maj 2012 Jevgenij Kujvasjev. Inför att Kujvasjevs förordnande skulle löpa ut i maj 2017 lämnade han i april 2017 in sin avskedsansökan till presidenten, som då tillförordnade honom att stanna kvar på posten fram till guvernörsvalen i september 2017. Samtidigt meddelade borgmästaren i Jekaterinburg Jevgenij Rojzman att han tänkte kandidera i guvernörsvalet.